# Русская Беседа
«Ру́сская Бесе́да» (укр. Руська Бесіда) — російський журнал, орган слов'янофілів, виходив у Москві у 1856—1860 роках.
З українських письменників у журналі друкувалися російською мовою Пантелеймон Куліш («Чорна Рада. Хроніка 1663 року», 1857), Марко Вовчок (оповідання з російського народного побуту, 1858) і Тарас Шевченко (в оригіналі або в перекладах).